# 예배의 규정적 원리
예배의 규정적 원리는 기독교에서 하나님에게 예배할 때 지켜야 할 원칙을 성경만이 계시하고 있다는 칼뱅주의의 사상 및 그 구체적 내용들을 가리킨다. "예배의 규정적 원리"라는 용어 자체는 개혁주의에서 20세기에 비로소 사용되었지만, 그 사상은 종교개혁에서도 찾아볼 수 있다.  오늘날엔 주로 개혁교회와 재세례파(en:Anabaptist)에서 고수되고 있다. 규정적 원리는 하나님을 섬기는 데에 필요충분한 도리들이 성경에 계시되어 있다는 개혁자들의 "오직 성경"(Sola Scriptura) 정신과 연관이 있다. 
개혁주의 신학에서는 구원(또는 구속)의 은혜를 주기 위해 하나님이 제정한 은혜의 방도가 성경에 예배를 포함하여 총 여섯 가지로 제시되고 있다고 본다.이는 하나님이 제정한 방식인 만큼 그것을 대하는 태도와 자세도 성경에 계시되어 있다는 것이 개혁주의의 입장이다. 그리고 '오직 성경'(sola scriptura) 정신을 따라, 성경에 나오지 않는 다른 예배의 형태는 배제 되어야 한다는 것이다. 이러한 입장은 개혁주의 신앙고백인 웨스트민스터 신앙고백, 하이델베르크 요리문답, 네덜란드 신앙고백, 그리고 런던 침례교 신앙고백에서도 찾아볼 수 있다.
예배의 규정적 원리와 종종 비교되는 것이 예배의 규범적 원리이다. 후자는 성경에서 금하지 않았다면 다 허용된다는 입장이다. 규범적 원리를 따르는 교파로는 로마 가톨릭, 성공회, 루터교, 감리교 등이 있다. 규정적 원리를 따르는 교회는 보수적 성향을 띠는 개혁교회, 복고운동(en:Restoration Movement) 및 기타 보수적인 개신교단이다.

## 근거
이러한 예배의 규정적 원리의 근거로서 종종 언급되는 것이 십계명의 둘째 계명이다: "너는 자기를 위하여 새긴 우상을 만들지 말고 위로 하늘에 있는 것이나 아래로 땅에 있는 것이나 땅밑 물 속에 있는 것의 어떤 형상도 만들지 말며 그것들에게 절하지 말며 그것들을 섬기지 말라. --- 신명기 5장 8,9절 (개역개정)"
이 둘째 계명이 야훼 하나님 외에 다른 신을 섬기지 말라는 뜻이 아닌 것은, 다른 신을 두지 말라는 것은 이미 첫째 계명 "나 외에는 다른 신들을 네게 두지 말지니라"에서 명시 되었기 때문으로 본다. 그러므로 둘째 계명은 야훼 하나님을 섬기겠다고 할 때 그의 형상이라고 무엇을 만들지 말라는 뜻으로 해석한다. 그럼에도 불구하고 야훼 하나님의 형상을 만든 역사가 성경 출애굽기 32장 4절에서 볼 수 있다. 개혁주의 신학자들은 이 둘째 계명에서 하나님은 자신이 어떻게 예배 받기를 원하는지 성경을 통해 계시한다는 것을 발견했다고 주장한다.

## 관련 소주제
"예배의 규정적 원리"의 구체적 내용에 대해서는 개혁주의 신학내에서도 다양한 의견이 있다. 규정적 원리가 다루는 몇 가지 주제들은 다음과 같다.

### 형상의 사용
예배시 형상의 사용에 대해서는 결코 사용해서는 안 된다는 것은 개혁주의 내에서 의견수렴이 되어있다. 이에 대한 근거는 십계명의 둘째 계명이다. 이 둘째 계명에 대한 개혁주의 신학에서는 다음과 같이 이해한다: "사람은 하나님을 결코 완전히 이해할 수 없다, 그러므로 사람이 고안해 낸 그 어떤 형상도 하나님을 필연적으로 왜곡하든지 제한하게 되므로, 하나님에게 예배할 때 그 어떤 형상이라도 직간접적으로 의지하는 것을 하나님은 금한다."
법의 가준수성이라는 원칙에 따라 십계명이 하나님 나라의 최소한도의 원칙을 보이고 있다고 생각할 때, 둘째 계명이 전하는 도리는 단순히 눈에 보이는 형상 뿐 아니라 눈에 보이지 않는 형상, 즉 예배의 어떤 특정한 형식을 의존하는 것 역시 부당함을 가르친다고 개혁주의자들은 생각한다. 이러한 태도에 대한 근거로 다음 성경 구절이 주로 언급된다:"하느님은 영적인 분이시다. 그러므로 예배하는 사람들은 영적으로 참되게 하느님께 예배 드려야 한다. --- 요한복음 4:24 (공동번역)"
이것은 '하나님을 예배할 때 예루살렘 성전으로 가야하느냐?'는 어떤 여인의 질문에 대한 예수님의 대답이었다. 이 대답을 개혁주의 신학에서는 "하나님은 형태가 없으신 영적인 존재이기 때문에, 예배하는 사람들도 그가 어떤 특정 지역에 거하는 것처럼 그 쪽을 향해 몸을 구부린다는 식으로 물리적인 절을 할 게 아니라 영혼으로, 하지만 그가 영혼으로 드리는 이 절을 받는다는 것을 믿고, 그렇게 참되게 절해야 한다"는 것으로 해석한다.

### 찬송
찬송에 대해서는 형상의 사용 문제만큼 잘 수렴된 의견은 없다. 그러나 하나님에게 절하는 심정으로 바칠 수 있는 노래여야 한다는 점에 대해서는 대개 수긍한다. 그러므로 하나님 외에 기타 신앙적인 위인이라든지 동료 신자들을 향한 내용을 담은 곡은 예배 때 불러서는 안 된다고 생각한다.
- 악기: 악기의 사용을 예배에 허용해야 하는가에 대한 질문이 있다. 악기 사용을 금해야 한다고 주장하는 쪽에서는 구약 제사 때 제물이 드려진 후에는 악기가 일절 사용되지 않았다는 것을 근거로 제시한다. 고로 하나님의 어린양인 예수 그리스도가 죽은 이후로 예배 때는 악기가 사용되어서는 안 된다는 생각이다.

- 시편 찬송: 예배 할 때는 오로지 시편으로만 찬송해야 한다는 주장이 있다. 이러한 주장을 하는 쪽에서는 시편이 기록된 이후로 교회가 시편 외의 곡으로 예배 때 하나님을 찬송했다는 기록을 성경에서 발견할 수 없다고 말한다.